# Stracin
Stracin (maced. Страцин) – wieś w północno-wschodniej Macedonii Północnej, w gminie Kratowo.